# ماتیلده کامو
آئورورا ماتیلده گومز کامو (انگلیسی: Aurora Matilde Gómez Camus؛ زاده ۲۶ سپتامبر ۱۹۱۹ درگذشته ۲۸ آوریل ۲۰۱۲) بانوی شاعر اهل اسپانیا بود.